# گبادولیت
گبادولیت (به لاتین: Gbadolite) یک شهر در جمهوری دموکراتیک کنگو است که در Nord-Ubangi District واقع شده‌است. گبادولیت ۲۷۸ کیلومترمربع مساحت و ۱۱۳٬۸۰۷ نفر جمعیت دارد و ۴۶۲ متر بالاتر از سطح دریا واقع شده.

## نگارخانه

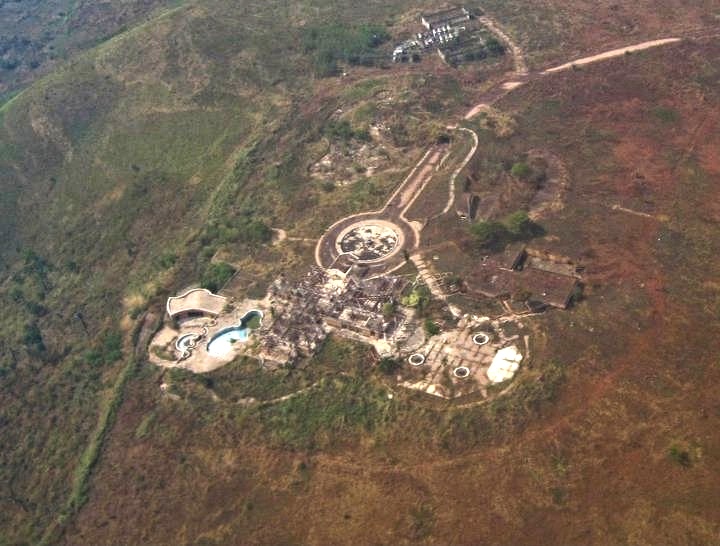
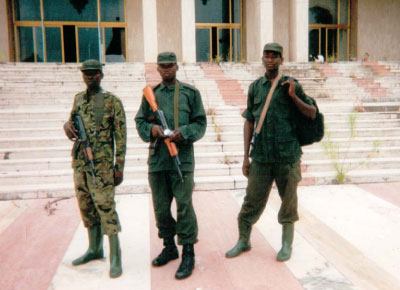